# Gotham Awards 2023

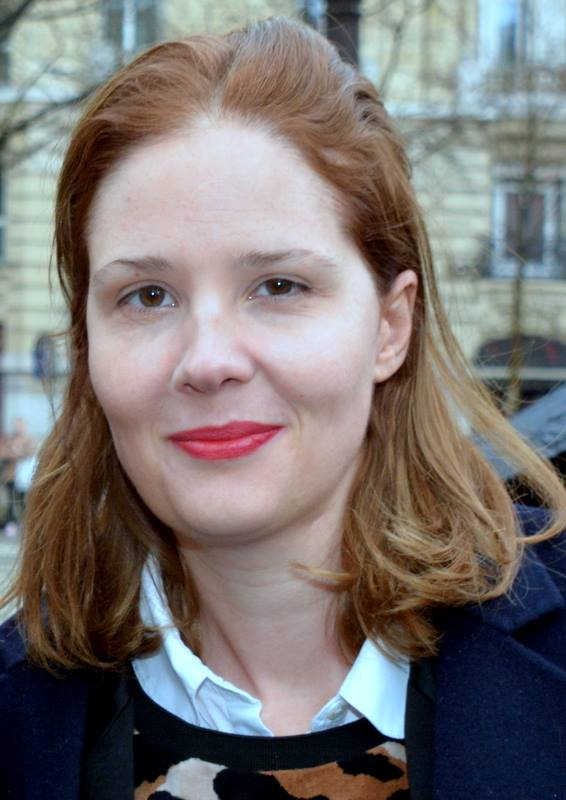
Justine Triet, Regisseurin von Anatomie eines Falls

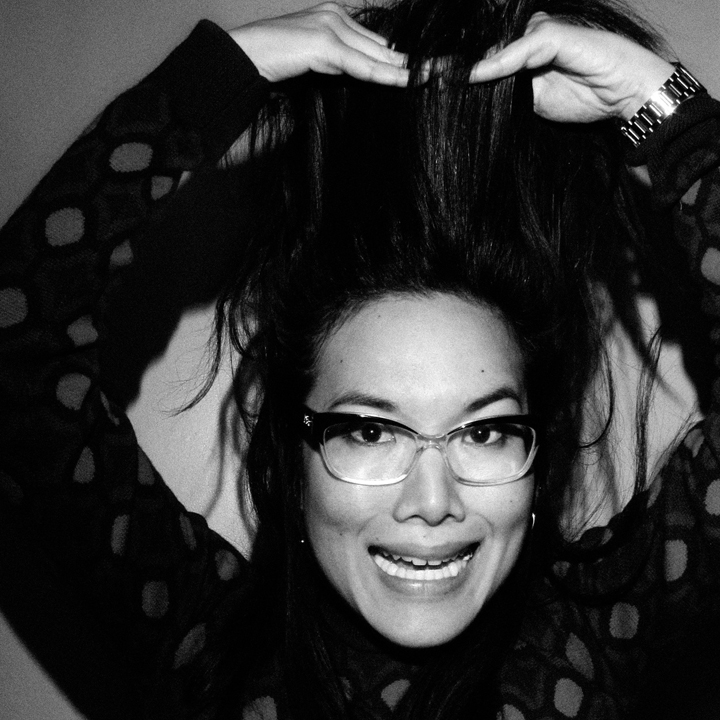
Ali Wong, Produzentin und Hauptdarstellerin der preisgekrönten Serie Beef

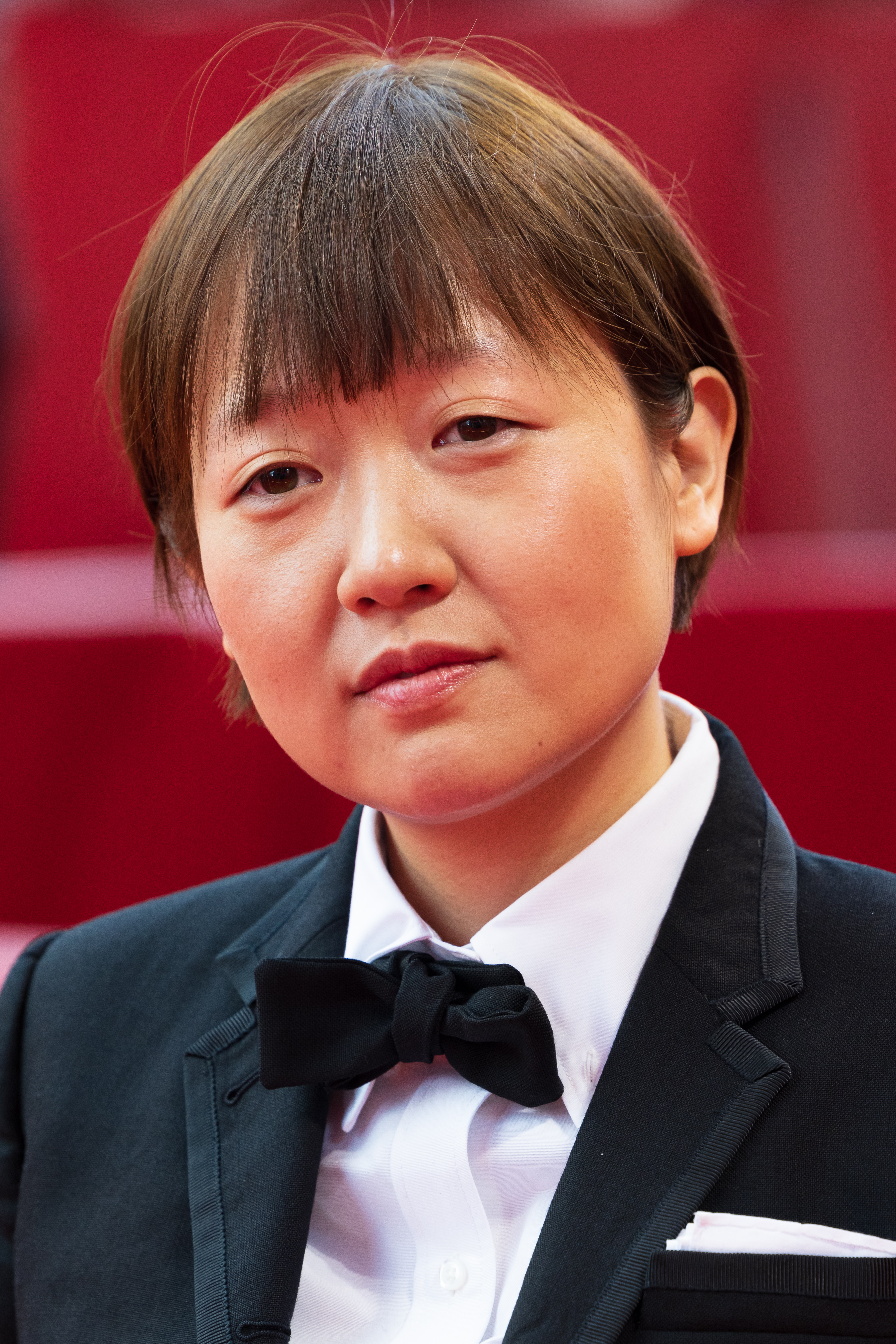
Celine Song (Past Lives)

Die 33. Verleihung der Gotham Awards fand am 27. November 2023 in New York statt. Die Mitglieder des Gotham Film & Media Institute (bis 2021 als Non-Profit-Organisation Independent Filmmaker Project – IFP bekannt) zeichneten dabei die aus ihrer Sicht besten Independent-Filme und -Fernsehproduktionen des Jahres aus. Die Preisverleihung bildet traditionell den Auftakt zur nordamerikanischen Filmpreissaison („Film Awards Season“), an deren Ende die Oscarverleihung steht. Erfolgreichster Film wurde die französische Produktion Anatomie eines Falls von Justine Triet, die die Preise für den besten internationalen Beitrag und das beste Drehbuch gewinnen konnte. Ebenfalls auf zwei Auszeichnungen in den Fernsehkategorien kam die Serie Beef (Beste Serie – Kurzform, Beste Rolle in einer neuen Serie – Ali Wong). In der Kategorie Bester Film triumphierte Celine Songs Liebesdrama Past Lives – In einem anderen Leben.
Im letzten Jahr hatte die später Oscar-prämierte Science-Fiction-Komödie Everything Everywhere All at Once die meisten Gotham Awards erhalten.

## Hintergrund
| Film                                | N | A |
| ----------------------------------- | - | - |
| All of Us Strangers                 | 4 | 0 |
| Past Lives – In einem anderen Leben | 3 | 1 |
| A Thousand and One                  | 3 | 1 |
| The Zone of Interest                | 3 | 0 |
| Anatomie eines Falls                | 2 | 2 |
| May December                        | 2 | 1 |
| Passages                            | 2 | 0 |
| Showing Up                          | 2 | 0 |

Die Nominierungen waren am 24. Oktober 2023 durch die Gotham-Vorstände Jeffrey Sharp und Kia Brooks im Cipriani Wall Street in New York bekanntgegeben worden. Das Restaurant war auch Veranstaltungsort für die Preisverleihung.
Im Vorfeld als Favorit galt Andrew Haighs Drama All of Us Strangers, dass aber keine seiner vier Nominierungen in Siege umsetzen konnte. Stattdessen wurde die französische Produktion Anatomie eines Falls am häufigsten prämiert. Die Regiearbeit von Justine Triet hatte bereits in Cannes die Goldenen Palme erhalten und setzte sich in den Kategorien internationaler Film und Drehbuch durch. In der Kategorie Bester Film gewann Celine Songs Beziehungsdrama Past Lives – In einem anderen Leben eine Auszeichnung, während Lily Gladstone für ihre Hauptrolle in The Unknown Country geehrt wurde. Diese setzte sich unter anderem gegen den deutschen Schauspieler Franz Rogowski (Passages) durch. Für ihre Darstellung als Ehefrau eines KZ-Lagerkommandanten in Jonathan Glazers unprämiert gebliebenen Holocaust-Film The Zone of Interest hatte die deutsche Schauspielerin Sandra Hüller eine Nominierung in der Kategorie Beste Nebenrolle erhalten. In dieser Kategorie gewann Charles Melton (May December). A. V. Rockwells beim Sundance Film Festival preisgekröntes Sozialdrama A Thousand and One gewann den Preis für die beste Nachwuchsregie.
Im Gegensatz zu den Vorjahren konnten sich bei der 33. Verleihung der Gotham Awards erstmals auch amerikanische Kinoproduktionen mit Produktionskosten von mehr als 35 Millionen US-Dollar qualifizieren. So fanden Penélope Cruz (Ferrari) und Ryan Gosling (Barbie) als beste Nebendarsteller Berücksichtigung. Weitere für die nordamerikanische Filmpreissaison favorisierte Filme wie Christopher Nolans Oppenheimer, Martin Scorseses Killers of the Flower Moon, Ridley Scotts Napoleon oder die Musicalverfilmung Die Farbe Lila waren laut Branchendiensten nicht eingereicht worden.
In den Fernsehkategorien erhielt die Netflix-Serie Beef die meisten Auszeichnungen. Das schwarzhumorige Werk um zwei Menschen (Ali Wong und Steven Yeun), die sich bis zum bitteren Ende bekriegen, wurde als beste Serie und für die Leistung von Hauptdarstellerin Wong prämiert.
Die bereits im Vorfeld der Verleihung bekanntgegebenen Ehrenpreise gingen an die Filmemacher Bradley Cooper (Maestro), Ben Affleck (Air: Der große Wurf), George C. Wolfe (Rustin), Michael Mann (Ferrari), Greta Gerwig (Barbie) sowie Martin Scorsese und das Schauspielensemble von Killers of the Flower Moon. Für Aufregung sorgte während der Verleihung die Vergabe des Preises an Killers of the Flower Moon. Laudator Robert De Niro beschwerte sich auf offener Bühne über Zensur, da ein Abschnitt seiner vorbereiteten Rede im Teleprompter weggelassen worden sei. Er las daraufhin die Ansprache von seinem Smartphone vor. Dabei kritisierte er den früheren US-Präsidenten Donald Trump, beklagte eine „Gesellschaft der Post-Wahrheit“ und kritisierte Hollywood für frühere Darstellungen amerikanischer Ureinwohner im Kino. De Niro selbst hatte eine der Hauptrollen in Killers of the Flower Moon übernommen.

## Preise und Nominierungen

### Kino

#### Bester Film
Past Lives – In einem anderen Leben (Past Lives) – Regie: Celine Song; Produktion: David Hinojosa, Christine Vachon, Pamela Koffler
- nominiert:
  - Passages – Regie: Ira Sachs; Produktion: Saïd Ben Saïd, Michel Merkt
  - Reality – Regie: Tina Satter; Produktion: Noah Stahl, Brad Becker-Parton, Riva Marker, Greg Nobile
  - Showing Up – Regie: Kelly Reichardt; Produktion: Neil Kopp, Vincent Savino, Anish Savjani
  - A Thousand and One – Regie: A. V. Rockwell; Produktion: Eddie Vaisman, Julia Lebedev, Lena Waithe, Rishi Rajani, Brad Weston

#### Bester Dokumentarfilm
Olfas Töchter (Les filles d’Olfa) – Regie: Kaouther Ben Hania; Produktion: Nadim Cheikhrouha
- nominiert:
  - 20 Tage in Mariupol (20 Days in Mariupol) – Regie: Mstyslaw Tschernow; Produktion: Mstyslaw Tschernow, Michelle Mizner, Raney Aronson-Rath, Derl McCrudden
  - Against The Tide – Regie: Sarvnik Kaur; Produktion: Koval Bhatia, Sarvnik Kaur
  - Apolonia, Apolonia – Regie: Lea Glob; Produktion: Sidsel Lønvig Siersted
  - Notre corps – Regie: Claire Simon; Produktion: Kristina Larsen

#### Bester internationaler Film
Anatomie eines Falls (Anatomie d’une chute, Frankreich) – Regie: Justine Triet; Produktion: Marie-Ange Luciani, David Thion
- nominiert:
  - All of Us Strangers (USA, Vereinigtes Königreich) – Regie: Andrew Haigh; Produktion: Graham Broadbent, Peter Czernin, Sarah Harvey
  - Poor Things (Vereinigtes Königreich) – Regie: Giorgos Lanthimos; Produktion: Ed Guiney, Giorgos Lanthimos, Andrew Lowe, Emma Stone
  - Tótem (Mexiko, Dänemark, Frankreich) – Regie: Lila Avilés; Produktion: Tatiana Graullera, Lila Avilés, Louise Riousse
  - The Zone of Interest (USA, Vereinigtes Königreich, Polen) – Regie: Jonathan Glazer; Produktion: Ewa Puszczyńska, James Wilson

#### Bestes Drehbuch
Justine Triet, Arthur Harari – Anatomie eines Falls (Anatomie d’une chute)
- nominiert:
  - Samy Burch – May December
  - Jonathan Glazer – The Zone of Interest
  - Andrew Haigh – All of Us Strangers
  - Cristian Mungiu – R.M.N.

#### Beste Hauptrolle

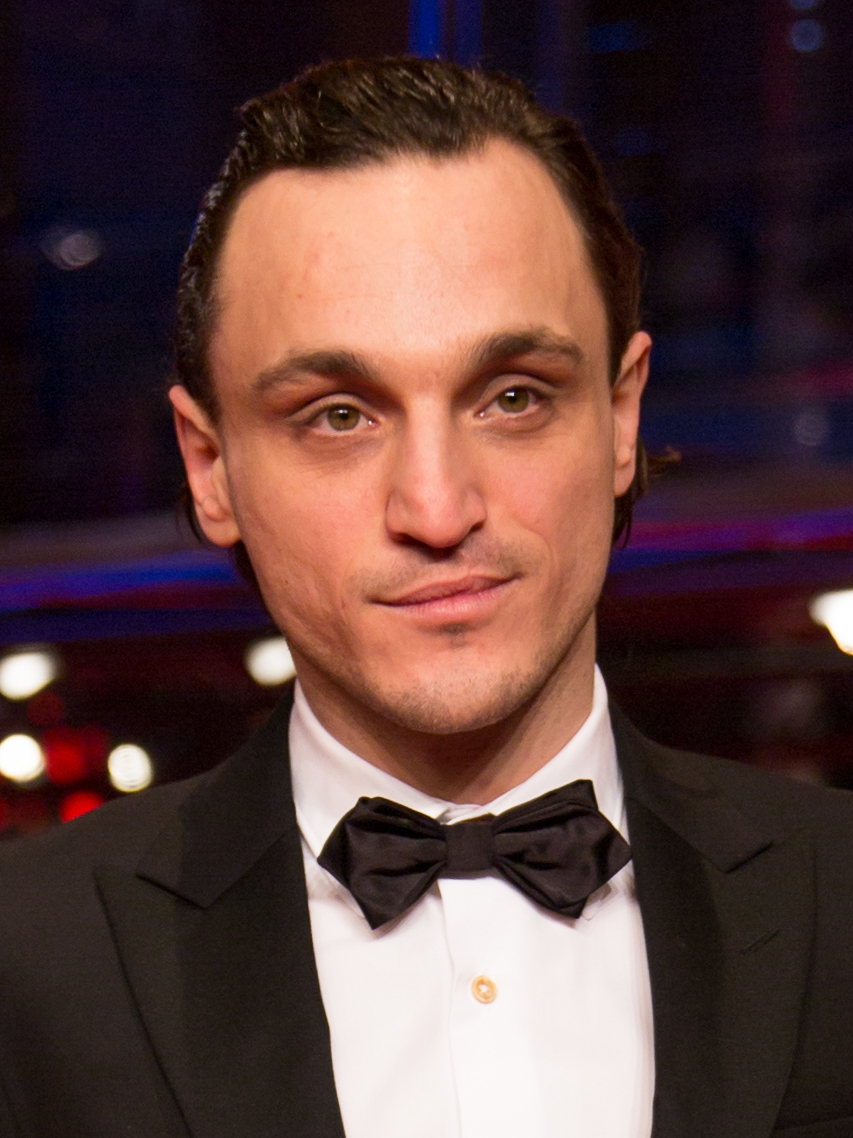
Nominiert in der Kategorie Beste Hauptrolle: Franz Rogowski (Passages)

Lily Gladstone – The Unknown Country
- nominiert:
  - Aunjanue Ellis Taylor – Origin
  - Greta Lee – Past Lives – In einem anderen Leben (Past Lives)
  - Franz Rogowski – Passages
  - Babetida Sadjo – Our Father, the Devil
  - Andrew Scott – All of Us Strangers
  - Cailee Spaeny – Priscilla
  - Teyana Taylor – A Thousand and One
  - Michelle Williams – Showing Up
  - Jeffrey Wright – Amerikanische Fiktion (American Fiction)

#### Beste Nebenrolle
Charles Melton – May December
- nominiert:

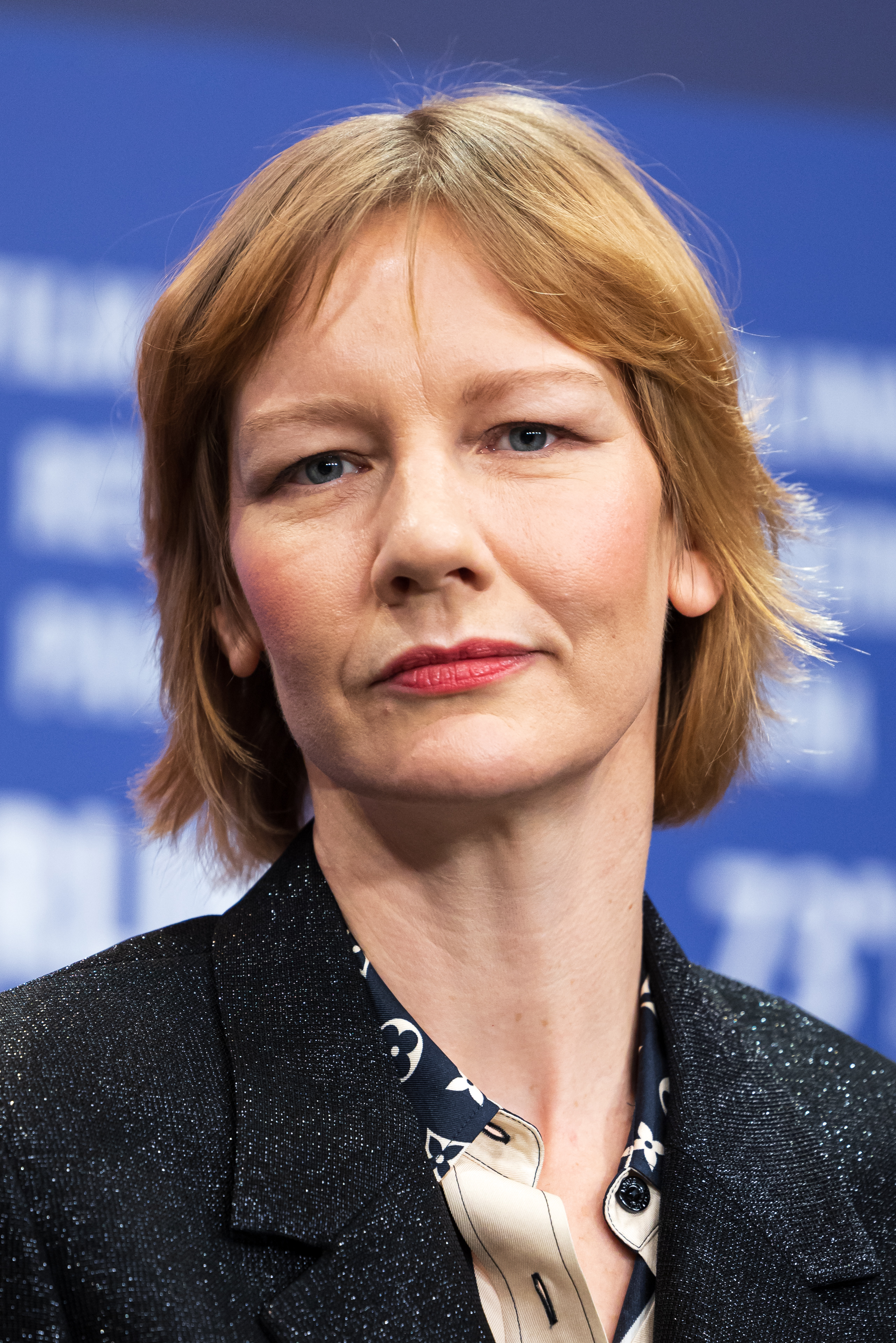
Nominiert in der Kategorie Beste Nebenrolle: Sandra Hüller (The Zone of Interest)

  - Juliette Binoche – Geliebte Köchin (La passion de Dodin Bouffant)
  - Penélope Cruz – Ferrari
  - Jamie Foxx – They Cloned Tyrone
  - Claire Foy – All of Us Strangers
  - Ryan Gosling – Barbie
  - Glenn Howerton – BlackBerry
  - Sandra Hüller – The Zone of Interest
  - Rachel McAdams – Are You There God? It’s Me, Margaret.
  - Da’Vine Joy Randolph – The Holdovers

#### Beste Nachwuchsregie (Bingham Ray Breakthrough Director Award)
A. V. Rockwell – A Thousand and One
- nominiert:
  - Michelle Garza Cervera – Die Knochenfrau (Huesera)
  - Raven Jackson – All Dirt Roads Taste of Salt
  - Georgia Oakley – Blue Jean
  - Celine Song – Past Lives – In einem anderen Leben (Past Lives)

### Fernsehen
| Film                                       | N | A |
| ------------------------------------------ | - | - |
| Beef                                       | 3 | 2 |
| Bienenschwarm                              | 2 | 0 |
| Dead Ringers – Die Unzertrennlichen        | 2 | 0 |
| The English                                | 2 | 0 |
| Ein Funken Hoffnung – Anne Franks Helferin | 2 | 1 |
| I’m a Virgo                                | 2 | 0 |
| Interview with the Vampire                 | 2 | 0 |
| The Last of Us                             | 2 | 0 |

#### Beste Serie – Langform (Laufzeit über 40 Minuten)
Ein Funken Hoffnung – Anne Franks Helferin (A Small Light) – Idee: Joan Rater, Tony Phelan; Executive Producers: Tony Phelan, Joan Rater, William Harper, Peter Traugott, Lisa Roos, Avi Nir, Alon Shtruzman, Susanna Fogel
- nominiert:
  - Dead Ringers – Die Unzertrennlichen (Dead Ringers) – Idee: Alice Birch; Executive Producers: Alice Birch, Rachel Weisz, Megan Ellison, Sue Naegle, Ali Krug, Sean Durkin, Stacy O’Neil, Erica Kay, Anne Carey, James G. Robinson, David Robinson, Barbara Wall, Polly Stokes
  - The English – Idee: Hugo Blick; Executive Producers: Emily Blunt, Greg Brenman, Hugo Blick
  - Interview with the Vampire (Anne Rice’s Interview With The Vampire) – Idee: Rolin Jones; Executive Producers: Anne Rice, Christopher Rice, Alan Taylor, Mark Johnson, Rolin Jones
  - The Last of Us – Idee: Craig Mazin, Neil Druckmann; Executive Producers: Craig Mazin, Neil Druckmann, Carolyn Strauss, Rose Lam, Asad Qizilbash, Carter Swan, Evan Wells
  - Rain Dogs – Idee: Cash Carraway; Executive Producers: Sally Woodward Gentle, Cash Carraway, Lee Morris
  - Telemarketers – Executive Producers: Benny Safdie, Josh Safdie, Dani Bernfeld, David Gordon Green, Jody Hill, Danny McBride, Greg Stewart, Brandon James, Adam Bhala Lough, Sam Lipman-Stern, Nancy Abraham, Lisa Heller, Tina Nguyen

#### Beste Serie – Kurzform (Laufzeit unter 40 Minuten)
Beef – Idee: Lee Sung Jin; Executive Producers: Steven Yeun, Ali Wong, Jake Schreier, Ravi Nandan, Alli Reich
- nominiert:
  - Bienenschwarm (Swarm) – Idee: Donald Glover, Janine Nabers; Executive Producers: Donald Glover, Janine Nabers, Stephen Glover, Fam Udeorji, Steven Prinz, Michael Schaefer, Ibra Ake, Jamal Olor
  - High School – Idee: Clea DuVall, Sara Quin, Tegan Quin; Executive Producers: Clea Duvall, Dede Gardner, Laura Kittrell, Jeremy Kleiner, Sara Quin, Tegan Quin, Carina Sposato
  - I’m a Virgo – Idee: Boots Riley; Executive Producers: Boots Riley, Tze Chun, Michael Ellenberg, Lindsey Springer, Jharrel Jerome, Rebecca Rivo, Marcus Gardley, Carver Karaszewski

#### Beste Rolle in einer neuen Serie
Ali Wong – Beef
- nominiert:
  - Jacob Anderson – Interview with the Vampire (Anne Rice’s Interview With The Vampire)
  - Dominique Fishback – Bienenschwarm (Swarm)
  - Jharrel Jerome – I’m a Virgo
  - Natasha Lyonne – Poker Face
  - Bel Powley – Ein Funken Hoffnung – Anne Franks Helferin (A Small Light)
  - Bella Ramsey – The Last of Us
  - Chaske Spencer – The English
  - Rachel Weisz – Dead Ringers – Die Unzertrennlichen (Dead Ringers)
  - Steven Yeun – Beef

### Sonderpreise
| Kategorie                                 | Preisträger                                                               |
| ----------------------------------------- | ------------------------------------------------------------------------- |
| Cultural Icon & Creator Tribute           | Bradley Cooper (Maestro)                                                  |
| Visionary Icon & Creator Tribute          | Ben Affleck (Air: Der große Wurf)                                         |
| Icon & Creator Tribute for Social Justice | George C. Wolfe (Rustin)                                                  |
| Icon & Creator Tribute for Innovation     | Michael Mann (Ferrari)                                                    |
| Global Icon & Creator Tribute             | Greta Gerwig (Barbie)                                                     |
| Historical Icon & Creator Tribute         | Martin Scorsese und das Schauspielensemble von Killers of the Flower Moon |